# Rauchbild

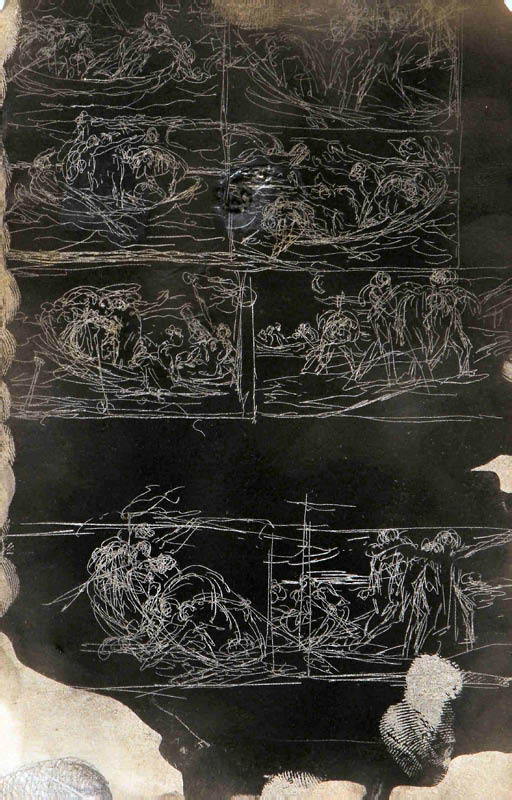
Mythologische Szene. Rauchbild von Friedrich Geselschap, 1897

Ein Rauchbild (Rußbild) (italienisch Fumi) ist eine Zeichentechnik, die nach Meyers Konversationslexikon von 1888 als Idee deutscher Künstler in Rom eingeführt wurde.
Diese pflegten ihre leer gegessenen Teller umzudrehen und deren Rückseite über dem Licht zu schwärzen, um Karikaturen mit dem Zahnstocher auf der angeschwärzten Fläche einzuritzen. Sie wählten gewöhnlich Mondscheineffekte. Man nahm von einer solchen Porzellanplatte einen aquatintaähnlichen Abdruck, indem man angefeuchtetes Papier auf den Teller und darüber eine Serviette legte, welche mit einem Löffel gestrichen wurde. Danach dampfte man die Porzellanplatte nicht gleichmäßig schwarz an, sondern da am tiefsten, wo die dunkelsten Schatten und hellsten Lichter hingehörten. Die Luft machte man sogleich durch den Ruß wolkig, so dass nur wenig durch Zeichnung nachgeholfen zu werden brauchte. Hatte man dann mit Stiften von verschiedener Dicke hineingezeichnet, so dampfte man, wenn einige Stellen zu grell geworden sein sollten, diese wieder etwas an, wodurch man Tinten von der größten Zartheit erlangen konnte. Es gelang mit der Zeit, die Bilder zu fixieren.
Der Geschichtsmaler Gally brachte das Rauchzeichnen zur größten Vollkommenheit. Seine Zeichnungen, von denen er indes keinen Abdruck nahm, kamen 1845 in Mailand zur Ausstellung. Am Ende des 19. Jahrhunderts pflegte diese Technik besonders August Schleich in München († 26. Dezember 1865), der zahlreiche Werke darin geliefert hat. Er fand eine Anzahl von Nachahmern, welche die Manier allerdings zu keiner weiteren Vollendung brachten.

## Andere Bedeutung

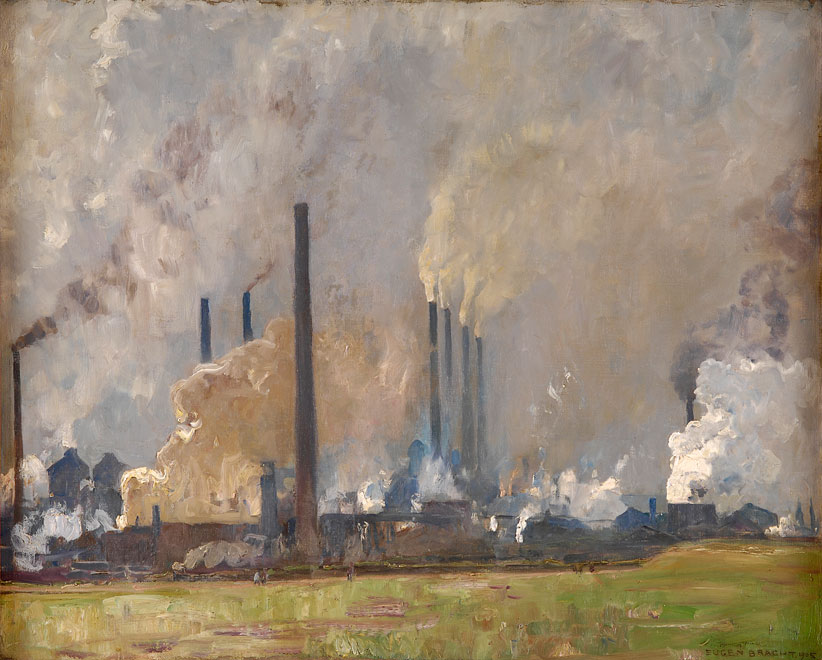
"Hoeschstahlwerk",
Gemälde von Eugen Bracht, 1905

Der Begriff Rauchbild bezeichnet außerdem auch großformatige Ansichten aus dem 19. und frühen 20. Jahrhundert, die idealisierte Fabrikanlagen mit rauchenden Schloten zeigen.